# 携格
携格或方向格（缩写：lat）是一种格，表达到某地的动作。对应“到”“进”。携格与方位格和离格都属于一般方位性格。
携格是乌拉尔语系语言的特征，是原始乌拉尔语即拥有的格。芬兰语、埃尔齐亚语、莫克沙语和草原马里语中仍有携格。
也在采兹语支采兹语、别日塔语和赫瓦尔什语，以及南高加索语系语言中存在。

## 芬兰语
芬兰语中携格已经基本不再能产。仍在许多副词中出现：alas“下”、kauas/kauemmas“远处/向远处（移动）”、pois“走远”、rannemmas“朝向、靠近岸边”等等。携格后缀是-s。
现代芬兰语中，它被方位性格和重读词后词组成的更复杂的系统取代，原先的-s与携格或方位格后缀混同并形成现代的内格、出格、入格和转换格后缀。

## 采兹语
东北高加索语系采兹语等语言中，携格还拥有与格标记动作接受者或受益者的功能。某些学者认为，尽管其后缀形式完全相同，但它们是两个不同的格。其他学者则仅出于区分语义的目的将它们分别从方位性格中列出。双及物动词“展示”（字面：“使...看”）的语例如下：
| Кидбā ужихъор кIетIу биквархо. |                   |            |                  |
| kidb-ā                         | uži-qo-r          | kʼetʼu     | b-ikʷa-r-xo      |
| 女孩:OBL-ERG                   | 男孩-POSS-DAT/LAT | 猫:III:ABS | III-看-CAUS-PRES |
| 女孩给男孩看猫。               |                   |            |                  |
因为没有专门表示“拥有”的动词，与/携格i也用于指领属，如下：
| Кидбехъор кIетIу зовси. |        |            |
| kidbe-qo-r              | kʼetʼu | zow-si     |
| 女孩:OBL-POSS-DAT/LAT   | 猫:ABS | 有:PST-PST |
| 女孩有过猫。            |        |            |
如上例中出现的与/携格一般都是和其他格，如领属携格的后缀相结合；与采兹语其他许许多多的方位性格一样，不应看做一个单独的格。它们其实是两种不同格后缀的结合，详见采兹语#方位格后缀。
感知动词或情感动词（如“看”“知道”“爱”“想”）同样需要逻辑主语才能得到与/携格，注意这个例子中“纯”与/携格没有用它领属后缀的形式。
| ГIалир ПатIи йетих. |                |            |
| ʻAli-r              | Patʼi          | y-eti-x    |
| 阿里-DAT/LAT        | 法蒂玛:II：ABS | II-爱-PRES |
| 阿里爱法蒂玛。      |                |            |

## 阅读更多
- Anhava, Jaakko. . journal.fi. Helsinki: Finnish Scholarly Journals Online. 2015.